# Lijst van Belgische adelsverheffingen 1950
Persoon die in 1950 in de Belgische adelstand werd opgenomen en een adellijke titel ontving. Dossier ondertekend door koning Leopold III tijdens de enkele dagen dat hij de koninklijke prerogatieven opnieuw uitoefende (22 juli - 11 augustus 1950).

## Adel
- Romain Moyersoen, minister, erfelijke adel en de persoonlijke titel baron.